# Baú de Ossos
Baú de Ossos é o primeiro volume das memórias do médico e escritor mineiro Pedro Nava. A obra foi lançada em 1972, a obra resgata histórias dos antepassados de Nava, além das primeiras lembranças do escritor. Obteve o prêmio Luísa Cláudio de Sousa, categoria Memórias, do Pen Clube do Brasil, em 1972.
Na Introdução à obra de estreia do amigo, intitulada "Baú de Surpresas", Carlos Drummond de Andrade escreveu: "Pedro Nava surpreende, assusta, diverte, comove, embala, inebria, fascina o leitor com suas memórias da infância, a que deu o título de Baú de Ossos".

## Capítulos
O livro divide-se em quatro capítulos, cujos títulos são referências geográficas.

### CAPÍTULO I: Setentrião
O capítulo narra a história da família paterna de Nava, oriunda das regiões setentrionais (ou seja, ao norte) do país, especificamente Ceará e Maranhão. O antepassado mais remoto é o tataravô, Francisco Nava, oriundo da Itália e que “teria aportado ao Brasil no fim do século XVIII ou princípio do XIX”. O avô, Pedro da Silva Nava, nascido em São Luís do Maranhão em 1843, muda-se com a família para o Rio de Janeiro em 1878 (ano posterior ao do nascimento do pai do autor), onde se torna bem-sucedido comerciante (“o dinheiro vinha para ele e onde quer que ele pusesse as mãos nascia ouro”) à Rua General Câmara (desaparecida com a construção da Avenida Presidente Vargas), importador de secos & molhados (vinhos, conservas, manteiga, presunto, azeites, tintas, ferragens, couros, panos grossos e fazendas finas) da Europa, que distribuía pelo Município Neutro e províncias do Rio de Janeiro, de Minas Gerais e de São Paulo. Após sua morte, a família voltou para o Ceará, onde a avó se casou em segundas núpcias com o viúvo de sua irmã (Joaquim Feijó de Melo).

### Capítulo II: Caminho Novo
O capítulo aborda o tronco mineiro materno. O Caminho Novo das Minas era o “caminho comercial, econômico, estratégico e político” que dava acesso às minas de ouro, “a estrada violenta e dolosa do ouro, do quinto, da capitação, dos registros, do fisco, dos moedeiros falsos, dos cunhadores ilegais, dos contrabandistas que passavam ouro engolido, enfiado no rabo, incrustado na pele e enchendo os santos de pau oco”. Contrastando com a família paterna, de “bom nível intelectual”, caracterizada pela 'cordialidade, a boa convivência e a palestra deleitável', o bisavô de Nava, pai de sua avó materna, o tropeiro Luís da Cunha, com seu “olho mineral [...] espavoria a família, que ele trazia na bordoada e que só respirava quando ele viajava a negócios”. Na década de 1860 o avô desce, pelo Caminho Novo, do Centro para a Mata, estabelecendo-se em Juiz de Fora. A avó de Nava, Maria Luiza (Inhá Luísa), mulher de gênio “detestável e despótico”, que foi “mãe admirável, sogra execrável, sinhá odiosa para escravas e crias, amiga perfeita de poucas, inimiga não menos perfeita de muitas e corajosa como um homem”, ao enviuvar casa-se com um ricaço de origem alemã, “grande proprietário territorial”, muito mais velho do que ela (“quando ficaram noivos, ele tinha setenta anos e minha avó dezenove para vinte”), o comendador Henrique Guilherme Fernando Halfeld. Seis anos depois este “passou-se desta para melhor” e a viúva, herdeira de sua fortuna, casa-se agora com um homem dois anos mais jovem, Joaquim José Nogueira Jaguaribe, filho de um senador do Império, que todos chamam de Major (por ser major da Guarda Nacional), e que foi “agrimensor, construtor, empreiteiro, ferroviário, político, jornalista, funcionário, educador e fazendeiro”.

### Capítulo III: Paraibuna
Paraibuna é o rio que banha Juiz de Fora. O capítulo mostra como “doenças, necessidades, obrigações, compromissos, acaso, destino [...] fizeram convergir para o Rio de Janeiro gente da família” do pai e mãe do autor. “Os parentescos e amizades começaram a tecer a teia dos conhecimentos e dos amores.” O capítulo começa retomando a história dos avós maternos na década de 1880. Em 1883 vem ao mundo sua terceira filha, Diva Mariana (sinhá Pequena), mãe do autor. A família vai viver na Fazenda do Bom Jesus, “onde tudo era róseo, abundante, sem trabalho, nem ralho, sem barulho nem matinada. Paraíso terrestre, ilha da Utopia, Pasárgada onde elas eram não amigas, mas filhas do rei”. No fim da década de 1890 uma doença nos olhos da mãe de Nava faz com que a família venha para o Rio para ela se tratar com o dr. Moura Brasil (“Senão, cegueira...”), instalando-se num casarão no Andaraí. Estamos na belle époque (“O que teria sido ao justo essa belle époque? Diferente das outras épocas? Melhor? [...] Teria sido ao menos bela?”)
Em 1896 o pai de Nava, José Pedro da Silva Nava, vai para a Bahia estudar farmácia e medicina e no ano posterior transfere-se para a capital federal. Em 1898 forma-se em farmácia e com o dinheiro de sua Farmácia Nava custeia os estudos de medicina, colando grau em dezembro de 1901. Em 14 de junho de 1902 os pais de Nava se casam. O casal muda-se para o povoado do Sossego no interior mineiro, onde o pai passa a clinicar, apadrinhado por um fazendeiro. Diva, ao fim da gravidez, vai para a casa da mãe em Juiz de Fora, onde nasce Pedro Nava. Pouco depois o pai vem se instalar nessa cidade mas “assim que conheceu melhor a sogra rural, escravocrata, dominadora e violenta, tomou-lhe horror”. Nava criança tem seu primeiro contato com a “revelação da morte, da podridão, do aniquilamento, do fim, do nada”. Um fato notável em sua infância é a passagem do cometa Halley, “uma bola luminosa com uma cabeleira cintilante. Cegava a quem o olhasse diretamente, sem óculos escuros.” O primo prognostica o fim do mundo “e a ideia cataclísmica do fim [...] habitou minha alma desde então”. Em Juiz de Fora o pai de Nava exerce as funções de diretor de higiene, presidente do Liceu de Artes e Ofícios, professor da Escola de Odontologia do Granbery e diretor do Hospital de Isolamento Santa Helena”. No final do capítulo, o pai, “farto da sogra, farto de fazer oposição, farto [...] das picuinhas e perseguições miúdas da situação municipal”, resolve se mudar com a mulher grávida e três filhos para o Rio de Janeiro, instalando-se na rua Aristides Lobo, bairro do Rio Comprido.

### Capítulo IV: Rio Comprido
Neste capítulo o autor recorda sua infância no Rio Comprido valendo-se das “chaves da memória que serviram ao nosso Machado, a Gérard de Nerval, a Chateaubriand, a Baudelaire, a Proust”. Fala sobre as ruas noturnas, crepusculares, matinais; o “sistema de rendas de ferro [gradis, escadas de ferro, portas, ornatos, quiosques, balaústres, estatuetas, pavilhões] que enfeita fabulosamente o Rio de Janeiro e faz dele uma das cidades mais ricas do mundo em matéria de serralheria”; os vendedores de rua com seus pregões característicos (peixeiros, tripeiros, vassoureiros, doceiros, baleiros, sorveteiros); o Carnaval de 1910 ou 1911 (“velhas fantasias que não existem hoje”); as reuniões de família, com parentes vindos “de pontos diversos da zona norte”, dessas “ruas cheias de famílias de militares, de funcionários em exercício, de viúvas de aposentados, de cartomantes, de tendas espíritas, de terreiros de candomblé, de cantigas ao sol, de namoros à lua, de modinhas suburbanas, do samba em gestação”; o desabrochar de um amor que nunca o deixou: “o amor dos livros, o amor da leitura”; os bondes de burro ("me lembro dos bondes de burro com seus poucos bancos, com o condutor e o cobrador, os dois sem farda, de terno velho, colarinho duro, chapéu de lebre, ou chile, ou bilontra — e a bigodeira solta ao vento carioca"); o cinematógrafo Kinema iluminado com lâmpadas vermelhas porque "não ficaria bem uma sala de breu, com damas e cavalheiros"; a avenida Central em construção; passeios por diferentes bairros cariocas, como Santa Teresa, Flamengo, Botafogo e Copacabana. O capítulo culmina com a morte do pai de Pedro Nava, em 30 de julho de 1911, deixando a viúva e filhos "a nada, mão na frente e outra atrás".